# West Linton
West Linton är en ort i Storbritannien.   Den ligger i kommunen Scottish Borders och riksdelen Skottland, i den centrala delen av landet, 500 km norr om huvudstaden London. West Linton ligger 235 meter över havet och antalet invånare är 1 578.
Terrängen runt West Linton är kuperad åt sydväst, men åt nordost är den platt. West Linton ligger nere i en dal.Runt West Linton är det glesbefolkat, med 8 invånare per kvadratkilometer. Närmaste större samhälle är Livingston, 19,9 km nordväst om West Linton. Trakten runt West Linton består i huvudsak av gräsmarker.